# Iğdır

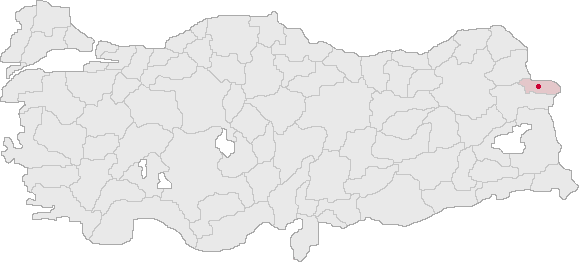
Współczesna turecka prowincja Iğdır

Iğdır – miasto w Turcji, centrum prowincji i dystryktu. Według danych na rok 2000 miasto zamieszkiwało 59 880 osób, a według danych na rok 2004 całą prowincję ok. 177 000 osób. Gęstość zaludnienia w prowincji wynosiła ok. 50 osób na km². Iğdır jest jednym z najważniejszych miast Turcji w rolnictwie i hodowli zwierząt.

## Miasta partnerskie
- Şamaxı, Azerbejdżan
- Şərur, Azerbejdżan